# Правова система Ліхтенштейну
Правова система Ліхтенштейну — це система правових явищ, що функціонує в межах суспільства Князівства Ліхтенштейн. Входить в романо-германську правову сім'ю.

## Загальна характеристика
Правова система Ліхтенштейну зазнавала впливу від двох більших правових систем – швейцарської та австрійської правових традицій. Вона входить до романо-германської правової сім’ї. Кодекси цього князівства засновані на відповідних кодексах сусідніх країн: для Цивільного, Кримінального та Кримінально-процесуального кодексу Ліхтенштейну джерелом слугували австрійські приклади відповідних галузей права, в той час як торговельне право засновано на законах Швейцарії. Це пов’язано з тим, що складовою економічної зони Швейцарії  є Князівство Ліхтенштейн.
Основу торговельного права Ліхтенштейну становлять наступні закони:  Закон про одноосібні підприємства і компанії 1926 р.; Закон про трастові компанії 1928 р.; Закон про товарні знаки 1929 р.; швейцарський Закон про патенти, введений федеральним актом 1954 р.; Банківський закон 1960 р.; Комерційний закон 1969 р.; Закон про міжнародне приватне право 1996 р.
У Князівстві зареєстровано більш ніж 40 тис. компаній, що перевищує чисельність населення цієї країни. Це пов’язано з тим, що в державі встановлений низький податок на капітал, що в ній розміщується, а також скасуванням податку на прибуток. Також в країні відсутнє законодавство, яке б регулювало іноземні інвестиції. Таким чином, Ліхтенштейн є офшорною зоною, або, як її ще називають – «податковою гаванню».
Страйк, об’єднання в профспілки, колективні перемовини – все це закріплено в трудовому законодавстві.
Кримінальний Кодекс, який набрав чинності з 1 січня 1989 р. та був прийнятий 24 червня 1987 р., скасував смертну кару за всі злочини. Цей КК замінив діючий до цього Кримінальний Кодекс Австрії 1852 р., який передбачав смертну кару за деякі злочини. Але, не зважаючи на це, остання смертна кара відбулася досить давно, століттям раніше – у 1785 р.

## Судова система та органи контролю
Конституція Ліхтенштейну закріплює незалежність судової влади. Система судів складається з трьох інстанцій – перша (Окружний суд), апеляційна (Вищий суд) та остання – Верховний суд. Судді призначаються Князем за пропозицією Ландтага. 
Скарги на рішення уряду приймає Адміністративний суд, виконує Адміністративну юстицію.
Ст. 104 говорить – «Особливим законом буде заснований Вищий державний трибунал як суд публічного права для охорони гарантованих Конституцією прав, вирішення спорів про компетенцію між судами та адміністративною владою, а також як дисциплінарний суд у справах щодо членів Уряду. Крім того, в його компетенцію входить розгляд питань про конституційність законів і про законність постанов Уряду; по цих справах він є касаційною інстанцією. Він діє також як адміністративний трибунал і як суд, який розглядає справи про порушення при проведенні виборів».
Члени Вищого державного трибуналу обираються Ландтагом та затверджуються Князем.